# Ga jezik
Ga jezik (accra, acra, amina, gain; ISO 639-3: gaa), nigersko-kongoanski jezik uže skupine Kwa i jedan od dva koja čine podskupinu Ga-Dangme. Njime govori oko 600 000 ljudi (2004 SIL) u obalnom području Gane, u kraju u i oko Accre. 
Uči se u osnovnim i srednjim školama. Ime Ga označava i jezik i etnički grupu koja sebe naziva Gamei (narod Ga).

## Vanjske poveznice
- Ethnologue (14th)
- Ethnologue (15th)